# 朝日町 (瀬戸市)
朝日町（あさひまち）は、愛知県瀬戸市道泉連区の町名。丁番を持たない単独町名である。

## 地理
- 瀬戸市中央部に位置する[8]。西を窯神町・陶本町、北は仲切町、東は深川町、南は栄町と隣接している[8]。
- 瀬戸銀座と呼ばれる古くからの商店街があり、アーケード街に各種の小売店舗や専門店・飲食店が並ぶ[8]。

### 学区
市立小・中学校に通う場合、学区は以下の通りとなる。また、公立高等学校普通科に通う場合の学区は以下の通りとなる。
| 番・番地等 | 小学校                 | 中学校                 | 高等学校 |
| ---------- | ---------------------- | ---------------------- | -------- |
| 全域       | 瀬戸市立にじの丘小学校 | 瀬戸市立にじの丘中学校 | 尾張学区 |

## 歴史

### 町名の由来
1887年（明治20年）頃、池田を埋めて1本の道ができ、商店が集まってきた。昭和の始め、瀬戸の最初の商店街ということでその通りを銀座通りと名付けられ、町名は朝日のごとく昇り発展することを願い朝日町と名付けられた。

### 沿革
- 1942年（昭和17年）1月9日 - 瀬戸市大字瀬戸字一ノ坪・前側・池田の各一部により、同市朝日町として成立[2]。

## 世帯数と人口
2025年（令和7年）2月1日現在の世帯数と人口は以下の通りである。
| 町丁   | 世帯数 | 人口 |
| ------ | ------ | ---- |
| 朝日町 | 45世帯 | 83人 |

### 人口の変遷
国勢調査による人口の推移。
| 1995年（平成7年）  | 177人 | [ 12 ] |  |
| 2000年（平成12年） | 146人 | [ 13 ] |  |
| 2005年（平成17年） | 117人 | [ 14 ] |  |
| 2010年（平成22年） | 85人  | [ 15 ] |  |
| 2015年（平成27年） | 69人  | [ 16 ] |  |
| 2020年（令和2年）  | 70人  | [ 17 ] |  |

### 世帯数の変遷
国勢調査による世帯数の推移。
| 1995年（平成7年）  | 70世帯 | [ 12 ] |  |
| 2000年（平成12年） | 57世帯 | [ 13 ] |  |
| 2005年（平成17年） | 47世帯 | [ 14 ] |  |
| 2010年（平成22年） | 35世帯 | [ 15 ] |  |
| 2015年（平成27年） | 33世帯 | [ 16 ] |  |
| 2020年（令和2年）  | 30世帯 | [ 17 ] |  |

## 交通

### 鉄道
町内に鉄道は走っていない。最寄り駅は名鉄瀬戸線尾張瀬戸駅になる。

### バス
町内にバスは走っていない。最寄りのバス停は、名鉄バス「しなの線（瀬戸北線）」【1】【1H】【2】【2H】【3】【4】系統、同「本地ヶ原線」【10】系統の記念橋バス停・瀬戸宮前バス停になる。

### 道路
愛知県道207号定光寺山脇線 ： 町の中央部を南北に通っている。

## 施設
- 窯のひろば ： NPO法人 窯のひろばが運営する、人が集える場所兼、地域情報発信の場[18]。
- CONERU nendo shop & space ： 粘土や道具販売の他、陶芸体験やワークショップを実施している[19]。
- 工房Marco  ： 会員制の陶芸教室。ロクロ・絵付などの体験も受付けている[20]。
- 陶器雑貨 かめりあ ： 陶器や漆器、雑貨を中心に、女性心をくすぐるような品揃えが特徴[21]。
- 中国雑貨 華蔵 ： 中国の雑貨・工芸品のお店。日本では見かけないような中国独自の品揃いを楽しめる[22]。
- 木の雑貨店 ： ハンドメイドで木のスピーカー、木のボールペン等を作っており、木の香りも楽しめる店[23]。
- noveRuga ： レディースアパレルのセレクトショップ。数々のブランドを取り扱っている[24]。
- プラザせとっこ ： 商店街内のこぢんまりとした商店。ほっとする昔懐かしい味わいが人気[25]。
- 手しごとや「阿ん」 ： 瀬戸市内の作家を中心に、陶磁器・ガラスの作品などをディスプレイしている[26]。
- gallery もゆ ： 瀬戸の女流陶芸家・野村晃子がプロデュースする、築100年の古民家ギャラリー[27]。
- ライダーズカフェ 瀬戸店 ： 愛着ある宇宙に一台のオーダーメイド自転車が作れる店[28]。
- Cafe＆Guesthouseもやいや ： 築約100年の商店街の古民家を改修した店舗で、飲食・宿泊の他、ものづくり体験などができる[29]。
- 古民家 久米邸 ： 母屋、蔵、離れを有する築百年の明治後期の建物。現在はギャラリーの他、カフェや和紙、陶器などの販売店舗として活用されている[30]。
- みそかつ レスト サカエ ： 創業80年のみそかつ屋。店主作製の陶製のオブジェが駐車場にあり楽しめる[31]。
- お茶彦 本店 ： 創業85年、老舗の暖簾に恥じない商売を心掛け、時代を先取りする商品・サービスの開発に情熱を注ぐお茶屋[32]。
- りえの焼そばチントンシャン〜ぱんだ家〜 ： 瀬戸焼そば専門店。毎週火曜日は週一甘味処「甘ぱんだ」として営業している[33]。
- 猫カフェ にゃーにゃーにゃー ： 2018年（平成30年）にリニューアルオープンした猫カフェ。珍しい猫と触れ合えると人気[34]。
- カフェ　アンダンテ  ： 旬の野菜を使用した食事や生地から手作りしたサンドイッチ、焼き菓子やオーガニックコーヒー等のドリンクを提供している[35]。
- TRANSCELL  ： デザインの効いた良質な古着を提案している[36]。
- 綱具屋SETORe  ： 1912年（明治45年）築の古民家を改装したセレクトショップ＆ギャラリー[37]。
- シャッター大盤 ： 瀬戸市出身の棋士、藤井聡太七冠を応援しようと商店街につくられた大型の将棋盤。2025年現在は4代目となっている。

- 窯のひろば
- CONERU nendo shop & space
- 工房Marco
- 陶器雑貨 かめりあ
- 中国雑貨 華蔵
- 木の雑貨店・noveRuga
- プラザせとっこ
- 手しごとや「阿ん」
- gallery もゆ
- ライダーズカフェ 瀬戸店
- Cafe＆Guesthouseもやいや
- 古民家 久米邸
- みそかつ レスト サカエ
- お茶彦 本店
- りえの焼そばチントンシャン〜ぱんだ家〜
- 猫カフェ にゃーにゃーにゃー
- カフェ アンダンテ
- TRANSCELL
- 綱具屋SETORe
- シャッター大盤

## その他

### 日本郵便
- 郵便番号 : 489-0043[6]（集配局：瀬戸郵便局[38]）。